# 7383 Lassovszky
7383 Lassovszky è un asteroide della fascia principale. Scoperto nel 1981, presenta un'orbita caratterizzata da un semiasse maggiore pari a 2,4578789 UA e da un'eccentricità di 0,0688620, inclinata di 1,61024° rispetto all'eclittica.